# Новополоцький трамвай
Новопóлоцький трамвáй (біл. Наваполацкі трамвай) — система електричного трамвая в місті Новополоцьк Вітебської області Республіки Білорусь з 21 травня 1974 року.
Трамвайна система є третьою швидкісною системою, яка введена в експлуатацію в СРСР і третьою системою — в Білорусі.
Основне призначення — зв'язок житлової частини міста з промисловою зоною.

## Історія
Незабаром після заснування заводу «Полімір» постало питання про впровадження екологічного транспорта, який би підвозив співробітників промислових підприємств до місця роботи. Спочатку планувалося створити тролейбусну лінію, проте це було визнано економічно недоцільним і тоді було вирішено створити трамвайну систему.
У 1967 році розпочалося будівництво трамвайної системи в Новополоцьку. Основним його призначенням було підвезення працівників до таких заводів, як «Полімір», «Нітрон» та «Вимірювач». Проектом будівництва було передбачено два маршрути: перша черга траси трамвайної лінії від заводу «Вимірювач» до ВО «Полімір», друга — від трамвайного депо до ВО «Нафтан» з перспективою подовження лінії до міста Полоцьк.
У період будівництва в трамвайному парку існував з'єднувальний шлях (гейт) із залізницею, по ньому перевозили будівельні матеріали з усього СРСР залізницею в місто. Пізніше він був розібраний, а його територія була відокремлена широкою вулицею і парканами. Часто проекти змінювалися, наприклад, було вирішено відмовитися від підземних переходів у кількох зупинок.
Трамвайний парк введений в експлуатацію 26 грудня 1973 року. Підприємство «Трамвайний парк» було утворено виробничим об'єднанням «Полімір» у 1974 році для перевезення працівників об'єднання і мешканців міста Новополоцька.
У лютому 1974 року на обкатку вийшов перший пробний трамвай КТМ-5М3 (№ 001) (списаний у серпні 2009 року), їм керувала Катерина Пархимович.
20 травня 1974 року була проведена успішна обкатка трамвайного вагона марки КТМ-5М3 і випробування трамвайної лінії, а вранці 21 травня 1974 року перший новополоцький трамвай вийшов на лінію під керуваванням Катерини Гаврильчик.
У 2000 році система перевезла рекордну кількість пасажирів — 5,3 млн пасажирів.
3 червня 2004 року — офіційно відкрито скорочений трамвайний маршрут № Д «Трамвайний парк — Завод «Вимірювач».

## Управляюча структура
З лютого 2003 року, в результаті реорганізації окремих підрозділів РУП «Полімір» та згідно з рішенням Новополоцької міської ради депутатів № 120 від 27 грудня 2002 року та розпорядження Новополоцького комунального унітарного підприємства житлово-комунального господарства № 09/39 від 22 січня 2003 року, трамвайний парк міста Новополоцька є самостійним підприємством, який заснований на державній (комунальній) формі власності, до цього перебував у складі цеху № 801 заводу «Полімір».
Від імені населення адміністративно-територіальної одиниці повноваження власника здійснює Новополоцька міська рада депутатів. Раніше засновником організації було Новополоцьке комунальне унітарне підприємство житлово-комунального господарства.
Відповідно до Постанови Ради Міністрів Республіки Білорусь від 12 січня 2005 року № 28 «Про передачу державного регулювання і управління міським електричним транспортом від Міністерства житлово-комунального господарства Міністерству транспорту і комунікацій Республіки Білорусь», власником підприємства 8 грудня 2005 року було прийнято рішення: «Доручити Новополоцькому міському виконавчому комітету виступити в ролі засновника з покладанням на нього функції безпосереднього керівництва організацією».
З 1 січня 2006 року НТКУП «Трамвайний парк» увійшов до складу Міністерства транспорту і комунікацій Республіки Білорусь.
На теперішній час підприємство НТКУП «Трамвайний парк» є одним з чотирьох трамвайних систем, які розташовані на території Республіки Білорусь.
Адреса підприємства:
211440, м. Новополоцьк, вул. Ктаторова, 29.

## Маршрути
У Новополоцьку діють два трамвайних маршрути. Офіційно у них немає нумерації, проте в минулому на деяких вагонах неофіційно вказувався маршрут № 1.
|  |

|  |

|  |

|  |

|  |

|  |

|  |

|  |

|  |

|  |

|  |

|  |

|  |

|  |

|  |

|  |

|  |

|  |

|  |

|  |

|  |

|  |

|  |

|  |

|  |

|  |

|  |

|  |

|  |

|  |

|  |

|  |

|  |

|  |

|  |

|  |

|  |

|  |

|  |

|  |

|  |

|  |

|  |

|  |

|  |

|  |

|  |

|  |

|  |

|  |

|  |

|  |

|  |

|  |

|  |

|  |

|  |

|  |

|  |

|  |

|  |

|  |

|  |

|  |

|  |

|  |

|  |

|  |

Середня відстань між зупинками — 0,76 км. На зупинках розміщений розклад руху трамваїв.
Колійний розвиток
Існує два трамвайних кільця: Завод «Вимірювач» (має 4 колії) і Завод «Нітрон» (3 колії). На першій кінцевій станції 3 відстійних колії, на другому — 2. На відстійних коліях обох кінцевих станцій є оглядові ями, на теперешній час вони не використовуються.

## Перспективи
З моменту відкриття трамвайної системи конфігурація лінії не змінювалася.
Існували плани подовження лінії до міста Полоцька, в результаті чого трамвайна система стала б міжміською. Наприкінці 1980-х років розпочиналася реалізація проекту і була частково відсипана насип.
Рішенням Новополоцької міської ради депутатів від 31 січня 2013 року № 189 затверджена інноваційна програма в галузі «Житлово-комунальні послуги та житлового будівництва» з оплатою робіт по об'єкту «Будівництво інженерно-транспортної інфраструктури» — подовження трамвайних ліній, включаючи розробку проектно-кошторисної документації. Планується подовження трамвайної лінії від зупинки Завод «Вимірювач» до селища «Полімірівський». Надалі також розглядається перспектива розвитку трамвайного руху до міста Полоцьк. На даний час виконано перший етап проектно-вишукувальних робіт
| Проект перспективних трамвайних маршрутів | Проект перспективних трамвайних маршрутів | Проект перспективних трамвайних маршрутів | Проект перспективних трамвайних маршрутів | Проект перспективних трамвайних маршрутів |
| №                                         | Перспективна дата відкриття               | Маршрут руху | Протяжність, км                           | Примітка |
| ----------------------------------------- | ----------------------------------------- | --- | ----------------------------------------- | --- |
| 1                                         | після 2020                                | Завод «Вимірювач» — Комсомольська вул. — Заводський проїзд — вул. Молодіжна — Підкастельці (розглядається варіант подовження лінії до селища Полімірівський).                                                            | 3,2                                       | Наприкінці 1980-х років під мостом на вул. Молодіжній відведено місце під трамвайну зупинку. Нині на цьому місці автостоянка. Перспективний варіант розвитку трамвайної системи внесений до генерального плану міста. |
| 2                                         | після 2025                                | Варіант 1: Підкастельці — вул. Молодіжна — вул. Генова — перспективний міст — Чернещіно — Полоцьк, вул. Зигіна — далі до Полоцька Варіант 2: сел. Полімірівський — лінія до Полоцька — вул. Петруся Бровки — ТРЦ «Манеж» |                                           | |

## Рухомий склад
Більшість рухомого складу складається з вагонів КТМ-5М3 та БКМ-60102. Вагони КТМ-5М3 були виготовлені впродовж 1973—1986 років, БКМ-60102 — впродовж 2004—2012 років. 
Влітку 2004 року, вперше в історії системи, надійшов новий трамвайний вагон — БКМ-60102 (№ 050), який побудований у липні 2004 року. Останній вагон цієї моделі надійшов до трамвайного парку 22 серпня 2012 року.
1 вересня 2011 року до трамвайного парку надійшов перший та єдиний у Новополоцьку вагон БКМ-62103 (№ 059).
25 листопада 2014 року надійшов перший односекційний експериментальний вагон БКМ-802 (№ 061), який побудований на базі зчленованого трисекційного БКМ-843.
Вагони БКМ виготовлені на мінському підприємстві «Белкомунмаш», а вагони КТМ  — на Усть-Катавському вагонобудівному заводі. Певного забарвлення у вагонів немає.
| Фото                       | Модель           | Роки експлуатації | Кількість на 01.06.2018 | Примітка                                                                                 |
| -------------------------- | ---------------- | ----------------- | ----------------------- | ---------------------------------------------------------------------------------------- |
| Пасажирський рухомий склад |                  |                   |                         |                                                                                          |
|                            | КТМ-5М3 (71-605) | 1974 — понині     | 18                      | Вагони експлуатується як в одиночному варіанті, так і за системою багатьох одиниць (СБО) |
|                            | БКМ 60102        | 2004 — понині     | 10                      | Вагони не експлуатуються за системою багатьох одиниць (СБО)                              |
|                            | БКМ 62103        | 2011 — понині     | 1                       | Односекційний вагон                                                                      |
|                            | БКМ 802          | 2014 — понині     | 1                       | Односекційний вагон                                                                      |
|                            |                  | Всього:           | 30                      |                                                                                          |
| Службовий рухомий склад    |                  |                   |                         |                                                                                          |
|                            | КТМ-5М3 (71-605) | 1974 — понині     | 2                       |                                                                                          |
|                            | ГС-4 (КРТТЗ)     | 1974 — понині     | 2                       | Снігоочисник                                                                             |
|                            | ГС-4 (ГВРЗ)      | 1970-ті — понині  | 1                       | Снігоочисник                                                                             |
|                            | ТК-28            | 1970-ті — понині  | 1                       | Рейкотранспортер                                                                         |
|                            |                  | Всього:           | 6                       |                                                                                          |

У трамвайному парку проводяться оглядові екскурсії на трамваї і на території трамвайного парку. Тривалість екскурсії півтори години. Станом на 2018 рік вартість становить 65 Br. Також є можливість замовити святковий трамвай, вартість послуги — 60 Br.